# Calnali
Calnali är en ort i Mexiko.   Den ligger i kommunen Calnali och delstaten Hidalgo, i den sydöstra delen av landet, 170 km norr om huvudstaden Mexico City. Calnali ligger 929 meter över havet och antalet invånare är 3 600.
Terrängen runt Calnali är varierad, och sluttar österut. Runt Calnali är det ganska glesbefolkat, med 43 invånare per kvadratkilometer. Närmaste större samhälle är Lototla, 15,1 km väster om Calnali. I omgivningarna runt Calnali växer i huvudsak städsegrön lövskog.